# منطقة القريات
منطقة القريات أو منطقة قريات الملح؛ هي إحدى مناطق المملكة العربية السعودية التي شكلت التقسيم الإداري للسعودية قبل سنة 1412 للهجرة (1991 للميلاد).

## التاريخ
الدولة السعودية ضمت القريات ووادي السرحان وعُيِّن عليها ابن بطاح أحد أتباع عبد الله التميمي أمير الجوف، ولكن إمارة شرق الأردن رفضت هذا الأمر ورأت أنها أحق بحكم منطقة القريات فصعدت الأمر مع الدولة السعودية بمطالبتها بإقامة منطقة حياد بين الدولتين وانسحاب السعوديين من الحجاز وإعادة أسرة الرشيد في حائل وآل عائض في عسير إلى الحكم وهو ما رفضته السعودية، واتفقت الدولة السعودية لاحقاً مع المندوب البريطاني الذي يمثل شرق الأردن على إعطاء منطقة القريات للسعودية وحماية التجارة السعودية مع سوريا، وقد عرفت هذه الاتفاقية باسم اتفاقية حداء. كانت منطقة القريات تعرف بعد ضم الحجاز باسم «إمارة القريات ومفتشية سلاح الحدود الشمالية».
في سنة 1358 للهجرة انتقلت الإدارات الحكومية لمنطقة القريات من قرية كاف إلى قرية النبك (والتي أصبحت تعرف لاحقاً باسم مدينة القريات). ثم وقعت المملكة العربية السعودية اتفاقية مع المملكة الأردنية والتي عرفت باسم اتفاقية عمان في سنة 1965 لتعيين الحدود في شمال الحجاز وتأكيد الاتفاقية السابقة. في 28 شعبان 1412 للهجرة (1991 للميلاد) صدر نظام المناطق في عهد الملك فهد بن عبد العزيز آل سعود فدمجت منطقة القريات مع منطقة الجوف ومنطقة تبوك.

## أمراء منطقة القريات
تتابع على منطقة القريات في العهد السعودي تسعة أمراء منذ كانت مستقلة وحتى ضمها إلى منطقة الجوف وهم:
| الترتيب | الاسم                          | بداية الفترة | نهاية الفترة | ملاحظات                     |
| ------- | ------------------------------ | ------------ | ------------ | --------------------------- |
| 1       | علي بن بطاح                    | 1344 للهجرة  | 1348 للهجرة  | -                           |
| 2       | عبد الله بن حمدان              | 1348 للهجرة  | 1349 للهجرة  | ثمانية أشهر                 |
| 3       | عبد الله الحواسي               | 1349 للهجرة  | 1353 للهجرة  | -                           |
| 4       | صالح بن عبد الواحد             | 1353 للهجرة  | 1354 للهجرة  | -                           |
| 5       | عبد العزيز بن زيد              | 1354 للهجرة  | 1357 للهجرة  | -                           |
| 6       | عبد العزيز بن أحمد السديري     | 1357 للهجرة  | 1375 للهجرة  | -                           |
| 7       | عبد الله بن عبد العزيز السديري | 1375 للهجرة  | 1385 للهجرة  | -                           |
| 8       | سلطان بن عبد العزيز السديري    | 1385 للهجرة  | 1405 للهجرة  | -                           |
| 9       | سلطان بن عبد الله السديري      | 1405 للهجرة  | 1414 للهجرة  | ضمت القريات إلى منطقة الجوف |